# Huang Ji (director)
En una onomàstica xinesa Huang es el cognom i Ji el prenom,
No confondre amb Huang Ji (黄济) pintor de la Dinastia Ming.
Huang Ji (xinès simplificat: 黄骥) (Yiyang 1984 -) Guionista, productora i directora de cinema xinesa.

## Biografia
Huang JI va néixer l'any 1984 a Yiyang, província de Hunan (Xina). Va estudiar al Departament de Literatura de l'Acadèmia de Cinema de Pequín, on el 2007 es va graduar en l'especialitat de guionista.

#### Carrera cinematogràfica
Va començar la seva carrera als anys 2000 en el moment de l'auge a la Xina del moviment de cinema documental independent, en gran part gràcies al desenvolupament de les càmeres digitals. El 2004, va dirigir el seu primer documental 地下 (Underground) amb la col·laboració del seu marit el director de fotografia Ryuji Ozuka amb qui el 2007, faria de guionista de la pel·lícula d'aquest, 玲玲的花园 (Lingling's Garden).
El 2012 va fer el seu primer llargmetratge 鸡蛋和石头 (Egg and Stone) que va ser rodada exclusivament amb actors no professionals a la seva ciutat natal. Filmada amb el seu marit Ryuji Ozuka, la pel·lícula semi-autobiogràfica va guanyar el premi Hivos Tiger a la millor pel·lícula al Festival Internacional de Cinema de Rotterdam del 2012. i el Premi del Jurat al Festival Internacional de Cinema de Las Palmas. La pel·lícula explica la història és la d'una nena que viu sola amb el seu oncle al petit poble de Yiyang (poble natal de Huang) mentre els seus pares han anat a treballar a la ciutat. Descriu amb delicadesa les pors d'una adolescent que es troba embarassada en unes circumstàncies de les quals no en pot parlar, i sense tenir ningú en qui confiar.
Abans de fer el seu segon llargmetratge, va dirigir dos documentals, el 2013, "Traces" i el 2015, "Film Festival Without Movies" juntament amb Wang Wo i Diao Zhong.
Després de "Eggs and Stone" Huang va anunciar que aquesta formava part d'una "trilogia sobre dones de les zones rurals ", amb 笨鸟 (The Foolish Bird)(2017), el segon llargmetratge de Huang, co-dirigit amb Ryuji Ozuka, que va guanyar el "Premi especial del jurat" en la secció "New Generation" del 67è Festival Internacional de Cinema de Berlín i el Premi a la Millor Exploració d'Art a l'11è FIRST Film Festival.
La trilogia es completa l'any 2021 amb 石门 (Stonewalling) estrenada mundialment a Hong Kong el març de 2021 i presentada al Festival de Cinema de Nova York a finals d'octubre de 2022. La pel·lícula té com a temàtica les mares subrogades i el regal de l'esperma, que explica com sorgeix un autèntic mercat negre a la Xina.
La pel·lícula amb un l'estil de documental independent: està filmada a la clínica dels pares de Huang Ji que interpreten els pares de la protagonista, Lin Sen. La pel·lícula es va completar en deu mesos, que és aproximadament la durada de l'embaràs, adaptant-se a l'experiència autèntica de l'actriu principal, Yao Yonghui (姚红贵). El film va néixer a partir d'una reflexió personal de la directora complementada amb entrevistes a estudiants. És un retrat de la vida a la Xina actual, on s'entrecreuen els problemes de classe i gènere.

## Filmografia
| Any  | Títol xinès  | Títol anglès              |
| ---- | ------------ | ------------------------- |
| 2004 | 地下         | Underground               |
| 2007 | 玲玲的花园   | Lingling’s Garden         |
| 2010 | 橘子皮的温度 | The Warmth of Orange Peel |
| 2012 | 鸡蛋和石头   | Egg and Stone             |
| 2013 | 痕迹         | Trace                     |
| 2017 | 笨鸟         | The Foolish Bird          |
| 2022 | 石门         | Stonewalling              |